# Teleislas
Teleislas es un canal de televisión regional abierta colombiano que cubre al Archipiélago de San Andrés, Providencia y Santa Catalina. 
El canal se emite en el idioma español, pero también se emite en el idioma criollo sanandresano que es la lengua oficial al igual que el castellano, de acuerdo con el artículo 10 de la Constitución de Colombia de 1991
Si bien el canal pertenece al Estado, sus entidades públicas y privadas son las que producen, comercializan y alquilan los espacios de la programación.

## Historia
Fue lanzado en 2004 en el Archipiélago de San Andrés, Providencia y Santa Catalina con el fin de dar a conocer la cultura y los eventos realizados en el archipiélago de San Andrés, Providencia y Santa Catalina. 
El 8 de julio de 2022 creó el canal Raizal TV en se donde transmiten los programas exclusivamente en idioma inglés y en el criollo sanandresano.

## Programación
El canal maneja una programación variada, del tipo cultural, deportivo, entretenimiento y llegando hasta lo informativo mediante su noticiero Teleislas News, cuyos informes se dan a veces tanto en español como en inglés, ya que una parte importante de la población de este departamento colombiano se habla en inglés y el criollo sanandresano.

## Gerentes
- Andrés Escalona Rendón (2024-presente)